# Den svarta dahlian
Den svarta dahlian (originaltitel: The Black Dahlia) är en amerikansk kriminal-thrillerfilm från 2006, i regi av Brian De Palma. Den har manus av Josh Friedman och är baserad på James Ellroys roman från 1987 med samma titel.

## Handling
Filmen utspelas i Los Angeles under 1940-talet. Den handlar främst om mordet på Elizabeth Short (som kom att kallas "Den svarta dahlian") och om de två poliserna Dwight "Bucky" Bleichert (Josh Hartnett) och Leland "Lee" Blanchard (Aaron Eckhart), som utreder mordet.

## Rollista (i urval)
- Josh Hartnett - Ofcr. Dwight "Bucky" Bleichert
- Scarlett Johansson - Kay Lake
- Hilary Swank - Madeleine Sprague
- Aaron Eckhart - Sgt. Leland "Lee" Blanchard
- Mia Kirshner - Elizabeth Short
- Rose McGowan - Sheryl Saddon
- John Kavanagh - Emmet Linscott
- Fiona Shaw - Ramona Sprague
- Kevin Dunn - Elizabeth Shorts far

## Bakgrund
- Brian De Palma träffade Rose McGowan ett helt år innan filmen började spelas in och erbjöd henne rollen som Sherryl Saddon.
- Stora delar av filmen spelades in i Sofia, i Bulgarien.